# Aeroportul Sarakhs
Aeroportul Sarakhs (IATA: CKT, ICAO: OIMC) este un aeroport din Sarakhs, Central District⁠(d), Sarakhs County⁠(d), Provincia Razavi Khorasan, Iran.
Situat la o altitudine de 288 m, aeroportul dispune de o singură pistă.